# Marek Zákostelecký
Marek Zákostelecký (* 16. září 1970, Písek) je český divadelní scénograf, režisér a výtvarník, který přispěl k rozvoji české loutkové a scénografické tvorby. Vyrůstal na jihu Čech, kde trávil čas s prarodiči a byl obklopen domácím loutkovým divadlem. Svou kariéru zahájil jako amatérský divadelník, přičemž ho zajímalo i výtvarné umění. Dnes je uznávaným profesionálním scénografem, ale také se věnuje výtvarné tvorbě a hudbě.
Od roku 1994 je spojen s královéhradeckým Divadlem Drak. Marek Zákostelecký rovněž aktivně působí jako lektor a porotce na soutěžích a přehlídkách zaměřených na amatérské loutkové divadlo.

## Vzdělání
V letech 1977 až 1985 navštěvoval Základní školu Čelakovského ve Strakonicích. Po neúspěchu v přijímacím řízení na výtvarnou školu v Praze se rozhodl pro studium na Gymnáziu Strakonice, které absolvoval v letech 1985 až 1989. Na Katedru loutkového divadla AMU v Praze se dostal bez předchozího výtvarného vzdělání, což mu zpočátku přinášelo jisté obtíže. Avšak díky své praxi jako nadšený amatérský divadelník, který absolvoval různé semináře a lidovou konzervatoř, měl výhodu, jakmile se zapojil do praktické práce na inscenacích. Mezi lety 1989 a 1994 studoval scénografii a během tohoto období absolvoval také několik zahraničních stáží. V roce 1990 studoval na Swedish Institute of Dramatic Art (Dramatiska Institutet) ve Stockholmu ve Švédsku. V roce 1991 studoval na Institut International de la Marionnette (Mezinárodní institut pro loutkářství) v Charleville-Mézières ve Francii. a v roce 1994 na Trent University v Nottinghamu.

## Profesní kariéra
Svoji kariéru v divadle zahájil v roce 1986, kdy se na Gymnáziu Strakonice setkal s Ivanem Křešničkou ml., s nímž založil strakonický soubor C. K. THEATR MÚZA RADOST. V tomto souboru působil jako loutkoherec, scénograf i muzikant. Od roku 1996 působil jako scénograf v Divadle Drak v Hradci Králové, kde v letech 1999 až 2013 zastával funkci vedoucího výpravy. Kromě své činnosti v Divadle Drak také spolupracoval a nadále spolupracuje s řadou českých a zahraničních divadel, včetně těch v USA, Austrálii, Francii, Izraeli, Dánsku, Slovinsku, Slovensku, Tchaj-wanu a Polsku. V těchto zemích také vedl několik kreativních a mistrovských dílen. Celkově se podílel na vzniku více než 130 inscenací jako scénograf a více než 30 představení jako režisér.

## Výstavy
V Muzeu východních Čech v Hradci Králové se od 1. dubna do 28. srpna 2022 uskutečnila L+ - výstava loutek, kostýmů a scénografie Marka Zákosteleckého, zaměřená především na dětské publikum. Tato expozice prezentovala více než třicet let jeho tvůrčí činnosti a umožnila návštěvníkům obdivovat širokou škálu jeho děl, včetně návrhů loutek a kostýmů. Interaktivní prvky inspirované konceptem Labyrintu Divadla Drak dále obohatily zážitek a umožnily divákům lépe proniknout do jeho uměleckého světa.
Další výstava Profily loutkových divadel se konala v Národním muzeu v Praze od 2. dubna do 31. října 2024, navázala na předchozí expozici v Muzeu české loutky a cirkusu v Prachaticích. Ta se zaměřila na klíčové momenty českého loutkového divadla, jako byli putující loutkáři od konce 18. století, fenomén rodinného loutkového divadla a významné amatérské scény první poloviny 20. století. Expozice také zahrnovala vznik Ústředního loutkového divadla v roce 1949, který symbolizuje začátek nové éry profesionálních loutkových divadel včetně Divadla Drak.

## Významné inscenace
Během studia na Divadelní fakultě AMU vytvořil scénografii k inscenacím:
- 1991 Slepci (DAMU, Praha)
- 1991 Zimní pohádka (DAMU Praha)
- 1992 Hurvínek v říši divů (Divadlo Spejbla a Hurvínka, Praha)
- 1993 Spoonriverská antologie (Dejvické Divadlo, Praha)

V Divadle Drak Hradec Králové navrhl scénografii pro inscenace:
- 1997 O Smolíčkovi (Přelet nad loutkářským hnízdem 1997)
- 1998 Tři zlaté vlasy děda Vševěda
- 2001 Hopla, kukla pukla (Přelet nad loutkářským hnízdem 2002)
- 2002 Liška Bystrouška (Přelet nad loutkářským hnízdem 2002)
- 2006 Tajný deník Adriana Molea (Přelet nad loutkářským hnízdem 2006)

Jako host se podílel na scénografiích v Klicperově divadle Hradec Králové:
- 1997 Strakonický dudák (titulní role a hra na dudy)
- 1999 Rusalka
- 2001 Ze života obludného hmyzu
- 2002 Sen noci svatojánské
- 2004 Prodaná nevěsta

Pro plzeňské Divadlo Alfa vytvořil scénografie inscenací:
- 2004 Kocourkov sobě (také jako režisér)

- 2007 Deset malých černoušků

- 2009 Rozmarné léto

Scénografie pro Divadlo v Dlouhé, Praha:
- 2000 Jak jsem se ztratil aneb Malá vánoční povídka
- 2009 Momo a zloději času [1]